# Iglesia de Santiago (Echávarri de Cuartango)
La iglesia de Santiago es un edificio situado en la localidad española de Echávarri de Cuartango, en la provincia de Álava.

## Descripción
El edificio se encuentra en la localidad española de Echávarri de Cuartango, del municipio de Cuartango, perteneciente a la provincia de Álava, en la comunidad autónoma del País Vasco. Se menciona como iglesia parroquial del lugar en el séptimo volumen del Diccionario geográfico-estadístico-histórico de España y sus posesiones de Ultramar de Pascual Madoz, donde aparece descrita con las siguientes palabras: «igl. parr. (Santiago apostol) servida por 1 beneficiado». En el tomo de la Geografía general del País Vasco-Navarro dedicado a Álava y escrito por Vicente Vera y López, se dice lo siguiente: «Su parroquia, á la que está unida Urbina de Eza, es de categoría rural de segunda clase, dedicada á Santa María y perteneciente al arciprestazgo de Cuartango».